# Окрутна милост
Окрутна милост (енгл. Savage Grace) је филмска драма из 2007. у режији Тома Калина, са Џулијаном Мур и Еди Редмејном у главним улогама. Сценарио Хауарда А. Родмана заснован је на истоименој књизи Натали Робинс и Стивена М. Л. Аронсона. Заплет се заснива на приказу дисфункционалног и инцестуозног односа богате наследнице Барбаре Дејли Бекеленд и њеног сина Ентонија. Сценарио је заснован на истинитим догађајима. Филм је познат и по контроверзној сцени у којој се мајка упушта у сексуални однос са сином, не би ли га „излечила“ од хомосексуалности.
Филм је био повратак Џулијане Мур независном филму након низа, махом неуспешних, комерцијалних филмова. Џулијани Мур се на аудицији за улогу Ентонија веома допао таленат Едија Редмејна, тада још увек непознатог младог глумца, те је инсистирала да управо он добије улогу. Интересатно је да су обоје 2015. добили свог првог Оскара; Мур за улогу у филму „И даље Алис“, а Редмејн за улогу у „Теорији свега“.
„Окрутна милост“ је приказан на Санденс, Канском и Лондонском филмском фестивалу. Оцене критичара биле су подељене. Роџер Иберт му је дао оцену 2,5/4, хвалећи елеганцију и фотографију, али је сматрао да ликови нису довољно продубљени. Питер Бредшо му је дао 4 од максималних пет звездица, називајућим га грозничавим, ледено брилијатним и изврсно одглумљеним филмом. Тренутно на сајту ротен томејтоус држи збир од 38 посто позитивних филмских рецензија, са сумирајућим коментаром: Иако је визуелно неодољив, жалобни ликови „Окрутне милости“ чине га тешким за гледање.

## Радња
Радња филма заснована је на стварној причи, чији се трагични исход одиграо 1972. године у Лондону. Филм говори о представницима високог друштва, брачном пару - Барбари (Џулијан Мур) и Бруксу Бекеленду (Стивен Дилан), и њиховом сину Ентонију (Еди Редмејн). Брукс је наследник великог богатства наслеђеног од његовог деде, Леа Хендрика Бекеланда, проналазача бакелита. Између Барбаре и Брукса постоји тежак однос, праћен ситним интригама и аферама са стране. Пар има сина Ентонија, који упија све што се дешава у породици. Ентонијеву прву девојку одводи Брукс. Барбара покушава да промени Ентонија, који са годинама показује све већу склоност ка хомосексуализму. Барбара такође има секс са њим, али на крају умире од руке сопственог сина.

## Улоге
| Глумац        | Улога                  |
| ------------- | ---------------------- |
| Џулијана Мур  | Барбара Дејли Бекеленд |
| Еди Редмејн   | Ентони Бекеленд        |
| Хју Данси     | Сем Грин               |
| Стивен Дилејн | Брукс Бекеленд         |
| Елена Анаја   | Бланка                 |
| Унакс Удалде  | Блек Џејк Мартинез     |
| Белен Руеда   | Пилар Дуран            |